# 游裕亮
朱奈迪·优素夫，本名游裕亮（另译游玖良），印度尼西亚商人，科尼梅克斯制药有限公司创办人。曾被安永会计师事务所授予2003年度企業家獎。